# 권순영 (정치인)
권순영(權純瑩, 1966년 2월 24일~)은 대한민국의 정치인이자 기업인이다. 국민의힘 고양시 갑 前 당협위원장이자 제22대 국회의원 선거 예비후보자이다. 여성·장애인기업 마음이음의 대표로 재직 중이며 고양시의원을 역임한 바 있다.

## 생애
1966년 대구광역시에서 태어났으며 대구여자고등학교와 경북대학교 사회복지학과를 졸업하였다. 1990년 3월 여군사관 35기로 임관하여 대한민국 육군 장교로 복무하다가 훈련 중 사고로 부상을 입게되면서 중위로 전역하였고 국가유공자로 등록됐다.
이후 사회복지현장에서 근무하며 노숙인 등 소외계층의 취업과 자활지원사업, 성매매 피해자 지원사업을 추진하다가 2004년 한나라당에 입당하였다. 군경력과 사회복지현장 활동을 바탕으로 중앙위원회 국방안보분과 부위원장과 여성분과 부위원장을 역임하고 18대 국회의원 김옥이 의원실 정책비서관으로 근무하며 정치역량을 쌓았다.
2010년 지방선거에서 거주하고 있던 고양시 덕양구의 한나라당 후보로 고양시의원 선거에 출마하여 나선거구 1위로 당선되어 문화복지위원회 위원으로 활동하였으며 2014년 지방선거 고양시의원 선거에서도 다시 한번 1위로 당선되는 기염을 토하며 기획행정위원장을 맡는 등 덕양구에서 정치적 입지를 확고히 다지게 된다.
대한민국 상이군경회, 한국공공기관감사협회 부회장을 거쳐 충북대학교병원 상임감사로 재임하던 중 국민훈장 목련장을 수여받았다. 2020년 제21대 국회의원 선거에서 미래한국당 비례대표 후보로 출마하여 33번에 배정됐으며 선거 이후 고양시 갑 당협위원장으로 임명되었다.
소속 시·도의원이 한명도 없으며 당협위원장마저 부재 중이던 고양시 갑 당협위원장을 맡으면서 책임당원 수를 5배 이상 늘리고 2022년 지방선거에서 공정한 공천을 통해 경기도의원 1명과 고양시의원 4명을 당선시키는 성과를 거두었다. 이후 덕양구 발전을 위해 찾아가는 민원의 날과 열린 사무실을 운영하며 주민들과의 소통을 강화하고 있다.

## 학력
- 1984년 대구여자고등학교 졸업
- 1988년 경북대학교 사회복지학 학사
- 1997년 숭실대학교 사회복지정책학 석사
- 2006년 한양대학교 지방자치대학원 고위정책과정 수료
- 2014년 경희대학교 공공대학원 최고위지도자과정 수료
- 2018년 서울대학교 경영대학원 최고감사인과정 수료
- 2023년 이화여자대학교 정책과학대학원 정치학 석사

## 경력
- 대한민국 육군 중위(여군사관 35기)
- 서울특별시 여성복지연합회 회장
- 서울특별시 여성위원회 여성위원
- 국무총리실 산하 청소년보호위원회 정책자문위원
- 제6·7대 고양시의원(의회 운영위원회 부위원장 / 기획행정위원장 / 결산검사위원장)
- 고양시의회 기획행정위원장·예결특위위원장·결산검사위원장
- 새누리당 중앙연수원 교수
- 충북대학교병원 상임감사
- 국민훈장 목련장 수훈
- 한국공공기관감사협회 부회장
- 대한민국 상이군경회 중앙회 여군부회장
- 국방여성전우회 회장
- 국민의힘 중앙당 국책자문위원
- 여성기업·장애인기업 마음이음 대표
- 국민의힘 고양시 갑 당협위원장(2021.01 ~ 2024.01)
- 국민의힘 경기도 살리는 선거대책위원회 선거대책위원장단 공동선거대책위원장
- 제20대 대통령직인수위원회 국민통합위원회 자문위원
- 국민의힘 김은혜 경기도지사 예비후보 선거대책위원회 본부장
- 국민의힘 중앙위원회 정책자문위원
- 국민의힘 약자와의동행위원회 교육문화분과 위원
- 국민의힘 국민통합위원회 경제,계층 통합분과 위원
- 국민의힘 중앙연수원 부원장 겸 중앙연수위원회 부위원장

## 역대 선거 결과
|  | 21.59% |

|  | 32.64% |

|  | 33.84% |